# Cathal McConnell
Cathal McConnell speelt fluit, tin-whistle en is zanger. Zijn hoofdrol ligt bij de Folkband The Boys of the Lough waarvan hij een van de oprichters was in 1967 samen met Robin Morton en Tommy Gunn. Hij werd geboren in Bellinaleck, County Fermanagh, Noord-Ierland in 1944. Zijn fluitspelen gaat vier generaties terug in zijn familie. In 1962, won McConnell het All-Ireland Championship op zowel de fluit als op de tin-whistle.

## Discografie
Solo en duo's
- 1969 An Irish Jubilee met Robin Morton
- 1989 On Lough Erne's Shore
- 1992 For the Sake of Old Decency
- 1994 Day Dawn
- 2000 Long Expectant Comes at Last
- 2005 The West of Ireland
- Hidden Fermanagh deel 1.
- 2004 Hidden Fermanagh deel 2.
- Cathal McConnell Teaches Irish Pennywhistle
- Cathal McConnell met Richard Hughes

Met The Boys of the Lough
- 1972 The Boys of the Lough
- 1973 Second Album Trailer
- 1975 Live at Passim's
- 1976 Lochaber No More
- 1976 The Piper's Broken Finger
- 1977 Good Friends-Good Music
- 1978 Wish You Were Here
- 1980 Regrouped
- 1981 In the Tradition
- 1983 Open Road
- 1985 To Welcome Paddy Home
- 1986 Far From Home
- 1987 Farewell and Remember Me
- 1988 Sweet Rural Shade
- 1991 Finn McCoul
- 1992 Live at Carnegie Hall
- 1992 The Fair Hills of Ireland
- 1999 Midwinter Night's Dream
- 2003 Lonesome Blues and dancing shoes
- 2006 Twenty

- Library of Congress Control Number: n87141301
- MusicBrainz: 6c76c8f6-1d37-4084-b1a6-8ca109961155
- Virtual International Authority File: 65520190
- WorldCat: E39PBJk4HCqDPPFyrGhd3VjKVC